# Gilles Botineau
Cet article possède un paronyme, voir Bottineau (homonymie).
Gilles Botineau, né le 18 mars 1982 à Angoulême, est un scénariste, réalisateur, acteur, journaliste, chroniqueur et critique de cinéma français.

## Biographie
Après avoir évolué dans le secteur de la régie et de la production audiovisuelle, Gilles Botineau devient journaliste et critique de cinéma pour Dvdrama en 2008, puis sur Excessif.com.
Il intègre ensuite le groupe TF1 pour lequel il rédige au travers du site web MYTF1 plusieurs articles en lien avec l'actualité cinématographique et conçoit de multiples interviews : André Dussollier, Luc Besson, Christian Clavier, Josiane Balasko, Rowan Atkinson,Tonie Marshall, Freddie Highmore, Dominique Farrugia, Alain Chabat, François Berléand, Manu Payet, Dany Boon, Benoît Poelvoorde, Karin Viard, François Damiens, Pascal Thomas, Jean Reno, Richard Berry ou encore Franck Dubosc.
Cette nouvelle fonction l'amène quelques années plus tard à développer une série de portraits documentaires consacrés à Gérard Rinaldi, Henri Guybet, Luis Rego et Philippe Clair, d'une durée de cinquante-deux minutes chacun ,.
Gilles Botineau est aussi l'auteur d'ouvrages sur le cinéma, dont une biographie du comédien Aldo Maccione, préfacée par le réalisateur Claude Lelouch et parue en 2015 aux éditions Christian Navarro.
Parallèlement, il travaille pour différents médias, tels CineComedies.com, Chaos Reigns ou encore la revue Schnock.
Depuis 2016, Gilles Botineau est chroniqueur radio sur la station Japan FM, dans l'émission Pantoufles Explosives.
En 2018, il co-réalise avec Jérémie Imbert le film Les Charlots... Au Phil du temps, où la parole est donnée à Gérard Filippelli.
Biographe de Philippe Clair, il signe un livre d'entretiens avec le cinéaste, Authentique mais vrai, publié aux éditions Christian Navarro.
Il coécrit avec le comédien Yannick Bourdelle un livre sur les coulisses de La Septième Compagnie, trilogie culte signée Robert Lamoureux. Au programme, plusieurs témoignages (Henri Guybet, Gérard Jugnot, Alain Doutey, Corinne Lahaye...) et de nombreux documents inédits.

## Filmographie

### Réalisateur
- 2012 : Gérard Rinaldi, confessions d'un ancien Charlot
- 2013 : Henri Guybet, le rire tranquille
- 2013 : Luis Rego, la balade d'un homme heureux
- 2014 : Philippe Clair, plus drôle que lui tu meurs !
- 2018 : Les Charlots... Au Phil du temps

### Assistant réalisateur
- 2019 : À Terre promise de Lionel Bernardin

### Acteur
- 2017 : Réellement virtuel de Alexis Drapier
- 2019 : À Terre promise de Lionel Bernardin
- 2020 : Colors de Guillaume Thuillier

## Radio

### Chroniqueur
- 2016 : Radio Air show
- 2016 - 2018 : Japan FM
- 2019 - 2023 : Pantoufles explosives (Web radio)

## Publications

### Biographies
- Aldo Maccione, la classe ! (préface de Claude Lelouch, Christian Navarro éditions, 2015)
- Christian Clavier, Splendid Carrière (préface de Patrice Leconte, Christian Navarro éditions, 2016)[13]

### Coauteur
- Louis de Funès, à la folie (éditions de La Martinière / La Cinémathèque, 2020)
- Authentique mais vrai ! (entretien avec Philippe Clair / Christian Navarro éditions, 2021)
- Le Grand Quiz des Comédies françaises (coécrit avec Yannick Bourdelle / Hachette Heroes, 2023)
- La 7ème Compagnie, les coulisses d'une trilogie culte (coécrit avec Yannick Bourdelle / Hachette Heroes, 2023)